# متین علوی
سید متین علوی (انگلیسی: Seyed Matin Alavi؛ زادهٔ ۵ اردیبهشت ۱۳۸۶) بازیکن واترپلو اهل ایران است. یکی از افتخارات او کسب مدال برنز در آسیا است. وی هم‌اکنون در تیم دانشگاه آزاد نیشابور بازی می‌کند.